# Expedición 45
La Expedición 45 fue la 45ª estancia de larga duración en la Estación Espacial Internacional.

Scott Kelly y Mikhail Korniyenko fueron transferidos de la Expedición 44 como parte de su estancia de un año a bordo de la ISS. La Expedición 45 empezó con la llegada de la Soyuz TMA-18M a la ISS en septiembre de 2015 y finalizó con el regreso de la Soyuz TMA-17M en noviembre de 2015. Kelly, Korniyenko y Serguéi Vólkov fueron transferidos entonces a la Expedición 46.

## Tripulación
| Posición             | Primera parte Septiembre de 2015               | Segunda parte Septiembre a noviembre de 2015   |
| -------------------- | ---------------------------------------------- | ---------------------------------------------- |
| Comandante           | Scott Kelly, NASA Cuarto vuelo espacial        | Scott Kelly, NASA Cuarto vuelo espacial        |
| Ingeniero de vuelo 1 | Mikhail Korniyenko, RSA Segundo vuelo espacial | Mikhail Korniyenko, RSA Segundo vuelo espacial |
| Ingeniero de vuelo 2 | Oleg Kononenko, RSA Tercer vuelo espacial      | Oleg Kononenko, RSA Tercer vuelo espacial      |
| Ingeniero de vuelo 3 |                                                | Kimiya Yui, JAXA Primer vuelo espacial         |
| Ingeniero de vuelo 4 |                                                | Kjell N. Lindgren, NASA Primer vuelo espacial  |
| Ingeniero de vuelo 5 |                                                | Serguéi Vólkov, RSA Tercer vuelo espacial      |

FuenteSpacefacts